# Un parfum de meurtre
Pour plus de détails, voir Fiche technique et Distribution.
Un parfum de meurtre (titre original : The Cat's Meow) est un film américano-germano-britannico-canadien réalisé par Peter Bogdanovich, sorti en 2001.

## Synopsis
Le film s'ouvre sur l'enterrement d'un homme, en 1924.
Flash back.
William R. Hearst, magnat de la presse, soupçonne sa maîtresse, l'actrice Marion Davis, d'entretenir une liaison avec Charlie Chaplin. Il décide donc de fêter l'anniversaire de Thomas H. Ince, l'inventeur du western, sur son yacht, et d'y inviter Chaplin. De nombreux artistes de Hollywood sont présents, dont notamment l'écrivain Elinor Glyn, et la journaliste Louella Parsons.
Alors que sa maîtresse, Margaret Livingston, souhaite se montrer à son bras, Ince est dans une situation professionnelle inquiétante. Il est déterminé à convaincre Hearst de collaborer avec lui, mais ce dernier ne veut rien savoir. Mais Ince, qui comme tout le monde a compris que Charlie avait des vues sur Marion, décide de se servir de cette situation pour convaincre William, lui promettant en échange d'avoir un œil sur Marion. Et alors qu'il apprend que Marion a succombé aux avances de Chaplin, Hearst sort un revolver et tire sur l'homme qu'il voit de dos aux côtés de Marion.
Ince a en fait pris la place de Chaplin et a enfilé son chapeau pour faire rire Marion. Alors qu'il est en train de discuter avec Marion au sujet de Chaplin, Hearst le confond avec Charlie, et lui tire dessus. Louella, témoin du meurtre, est calmée par un médecin et raccompagnée à sa chambre, et les autres tentent de maintenir Tom en vie. Le lendemain matin, Hearst appelle l'épouse de Ince et lui fait croire à une tentative de suicide. La croisière est écourtée, et William dit aux invités que Tom a été emmené à l'hôpital à cause de ses ulcères, en leur demandant de prêter serment.
Louella Parsons, parfaitement reposée, va profiter de la situation pour demander à Hearst un contrat à vie, qu'elle obtient en échange de son silence. Chaplin, découvrant son chauffeur au port, qui lui dit avoir vu un homme blessé quitter le bateau, ne comprend pas ce qui se passe et va voir Marion, qui lui explique tout. Hearst a une conversation avec Charlie et Marion, et Marion refuse de partir avec Chaplin. On revoit alors l'enterrement de Ince, et Charlie parle brièvement avec Marion.

## Fiche technique
- Titre français : Un parfum de meurtre
- Titre original : The Cat's Meow
- Réalisateur : Peter Bogdanovich
- Scénariste : Steven Peros
- Producteurs : Kim Bieber, Carol Lewis, Dieter Meyer
- Musique du film : Ian Whitcomb
- Directeur de la photographie : Bruno Delbonnel
- Montage : Edward G. Norris
- Création des décors : Jean-Vincent Puzos
- Création des costumes : Caroline de Vivaise
- Pays de production :  États-Unis |  Royaume-Uni |  Allemagne |  Canada
- Format : Couleurs et Noir et blanc — 35 mm — 1,85:1 — Son : Dolby Digital
- Genre : Film dramatique
- Durée : 114 minutes
- Dates de sortie : 
  - États-Unis : 3 mai 2002
  - Russie : 15 août 2002
  - Australie : 19 septembre 2002
  - Portugal : 17 janvier 2003
  - États-Unis : 4 juin 2004
  - France : 20 décembre 2023

## Distribution
Note : Les noms en italique correspondent au deuxième doublage.
- Edward Herrmann (VF : Jean-Claude Donda) : William Randolph Hearst
- Kirsten Dunst (VF : Marie-Eugénie Maréchal) : Marion Davies
- Eddie Izzard (VF : Thierry Wermuth (1er et 2d doublages)) : Charlie Chaplin
- Cary Elwes (VF : Éric Aubrahn) : Thomas H. Ince
- Joanna Lumley : Elinor Glyn
- Jennifer Tilly (VF : Déborah Perret) : Louella Parsons
- Claudia Harrison (VF : Véronique Augereau ; Dominique Vallée) : Margaret Livingston
- Claudie Blakley (VF : Virginie Ledieu) : Didi
- Ingrid Lacey (VF : Christiane Ludot) : Jessica Barham
- Ronan Vibert (VF : Bernard Lanneau) : Joseph Willicombe
- Chiara Schoras (VF : Delphine Rivière) : Celia
- James Laurenson (VF : Jean-Bernard Guillard) : Dr Daniel Goodman
- Victor Slezak (VF : Jean-François Aupied) : George Thomas
- Steven Peros (VF : Loïc Hourcastagnou) : le chauffeur d'Elinor
- Richard Bohringer : metteur en scène de film muet

## À noter
- Tom Ince est réellement décédé lors d'une croisière à bord du yacht de Hearst, en compagnie de Chaplin notamment. Il est officiellement mort d'une crise cardiaque, mais la rumeur que Hearst l'aurait tué par méprise en le prenant pour Chaplin est la plus répandue à Hollywood. Le réalisateur Peter Bognagovich l'avait lui-même entendu de la bouche de Orson Welles, qui l'avait lui-même appris du neveu de Marion Davis. À l'époque, aucune enquête n'eut lieu, et on ne parla plus de cet incident.
- Louella Parsons eut vraiment un contrat à vie de la part de Hearst après cette croisière, de manière inexplicable.